# Stefano Farina
Stefano Farina (Ovada, 19 settembre 1962 – Genova, 23 maggio 2017) è stato un arbitro di calcio e dirigente arbitrale italiano. Appartenente alla sezione AIA di Novi Ligure, ha iniziato ad arbitrare nel dicembre del 1979. In tempi più recenti è stato responsabile della Commissione Arbitri Nazionale di Serie B.

## Carriera

### Arbitro
Debuttò in Serie A il 22 gennaio 1995 nella partita Foggia-Reggiana e da allora collezionò 236 presenze nella massima divisione e 117 in Serie B. Nel 2001 venne inserito nella lista degli arbitri internazionali, dopo che nel 1999 perse il ballottaggio con Cosimo Bolognino, mentre nel 2000 gli venne preferito Massimo De Santis; dal 2005 diventò arbitro élite della UEFA.
In carriera diresse due finali di Supercoppa italiana: Lazio-Inter nel 2000 e Juventus-Parma nel 2002.

Farina (a destra) ammonisce il laziale Stanković nella stagione 1998-1999

Nel 2004 diresse due gare della fase finale della Coppa delle nazioni oceaniane: Tahiti-Figi, finita con un pareggio senza gol e Nuova Zelanda-Vanuatu, sancita dalla vittoria per 4 a 2 di Vanuatu.
Passato indenne dal terremoto di Calciopoli del 2006 (fu uno dei pochi arbitri a non essere coinvolto nelle intercettazioni), ebbe l'onore di dirigere la finale di Supercoppa UEFA 2006 a Monte Carlo tra Barcellona e Siviglia.
Dal 2006 al 2008 fu il rappresentante degli arbitri in attività. Succedette in questa carica a Massimo De Santis, coinvolto nello scandalo intercettazioni nell'estate del 2006.
In Europa diresse alcune importanti gare della Champions League, tra le quali Real Madrid-Arsenal 0-1 dell'edizione 2005-2006 e Barcellona-Chelsea 2-2 dell'edizione 2006-2007.
Il 2 febbraio 2007 arbitrò la tragica partita di Serie A Catania-Palermo (1-2), che fu costretto a sospendere per 40 minuti per lancio di fumogeni e petardi da parte dei tifosi, ai quali fece seguito il lancio di lacrimogeni da parte della polizia, e al termine della quale morì tra gli scontri all'esterno dello Stadio Angelo Massimino il poliziotto Filippo Raciti.
Il 4 luglio 2008 l'AIA annunciò di aver concesso una deroga a Farina, consentendogli di restare nell'organico CAN fino al 1º luglio 2009, nonostante avesse superato il limite di 45 anni.
Tra le varie partite arbitrate in Italia, diresse due Juventus-Inter (derby d'Italia), un derby di Milano, un derby della capitale, un derby della Mole, un derby della Lanterna, la sfida-scudetto Lazio-Juventus della stagione 1999-2000 e due finali play-off della Serie B (Perugia-Torino nel 2005 e Torino-Mantova nel 2006).

### Dopo il ritiro

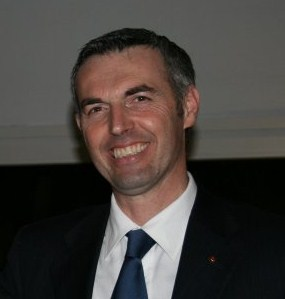
Farina in veste dirigenziale nel 2011, durante una riunione della sezione arbitrale di Oristano.

L'8 luglio 2009 fu chiamato a presiedere, dal presidente dell'AIA Marcello Nicchi, la Commissione Arbitri Nazionale di Serie D (CAN D). Dopo appena un anno, l'8 luglio 2010, venne nominato responsabile della Commissione Arbitri Nazionale di Lega Pro (ex Serie C), carica confermatagli fino alla stagione 2013-2014 inclusa.
Dalla stagione sportiva 2010-2011 fu inoltre osservatore degli arbitri UEFA.
Il 4 luglio 2014 si apprese la sua nomina a designatore alla CAN B, carica confermata per la seconda stagione di fila nel 2015-2016 e per la terza 2016-2017.
È morto il 23 maggio 2017, all'età di 54 anni, dopo una lunga malattia.

## Attività cinematografica
Nel 2007 ha interpretato se stesso nel film Goal II - Vivere un sogno.